# Время, Александр
Александр Время (рум. Alexandru Vremea; 3 ноября 1991, Суручены, Молдавия) — молдавский футболист, выступавший на позиции полузащитника.

## Биография
Профессиональную карьеру начал в клубе «Сфынтул Георге» в 2009 году.
Выступал за молодёжную и основную сборные Молдавии. Дебютировал за основную сборную 3 сентября 2014 года в товарищеском матче против сборной Украины.
Осенью 2019 года баллотировался в мэры родного села Суручены, но не выиграл выборы.
Летом 2022 года завершил свою профессиональную карьеру футболиста.
Осенью 2023 года повторно баллотировался в мэры родного села Суручены. Прошел во второй тур, набрав 23,23%.